# Eopolyporoides kuklei
Eopolyporoides kuklei Rigby – gatunek grzyba kopalnego z monotypowego rodzaju Eopolyporoides Rigby 1982.
Opisał go John Francis Rigby w 1982 r. Holotyp przechowywany jest w Department of Geology & Mineralogy, University of Queensland, F.72913. Znaleziony został w Moolayember w Queensland w Australii, w warstwach osadów ze środkowego triasu. Opisany został jako najstarszy znaleziony owocnik grzybów z grupy podstawczaków (a dokładniej podstawczaków pojedynczopodstawkowych Homobasidiomycetes). 
Nie zachowały się szczegóły budowy jego hymenoforu, stąd też nie jest pewne, czy jest to podstawczak i na Index Fungorum został sklasyfikowany jako Fossil Fungi. Jak dotąd najstarszym, nie budzącym wątpliwości okazem podstawczaka, jest znaleziony w Patagonii na skamieniałym drewnie araukarii okaz Phellinites digiustoi (jest to nadrzewna huba). 